# Johanna Fredrika Wibergsson
Johanna Fredrika Wibergsson, född 1771, död 1831, var en svensk skådespelare och sångare. Hon tillhörde pionjärgenerationen av skådespelare vid Dramaten efter dess grundande. 
Johanna Fredrika Wibergsson var dotter till en tjänare vid kungliga hovet. Hon var korist vid Operan i Stockholm 1786-87, aktör vid  Ristells teater i Stora Bollhuset 1787–1788, och aktör vid Dramaten 1787–1794. Som skådespelare tycks hon främst ha utmärkt sig i hjältinneroller. 
År 1791 var hon, tillsammans med Didrik Gabriel Björn, Jonas Wernström, Hans Petter Wickbom och Anna Brita Hallberg bland de aktörer på Dramaten som planerade att, under ledarskap av Diedrich Tellerstedt, Francisco Antonio Uttini och Sofia Ulrika Liljegren, grunda en ny teater i Comediehuset i Göteborg. Dessa planer realiserades inte. 
Hon gifte sig med den välbärgade Nils Sjöberg, sekreterare och kanslist i Krigskollegium, och blev mor till målaren och musikläraren Josabeth Sjöberg.